# Johnston-petymeg
A Johnston-petymeg (Genetta johnstoni) az emlősök (Mammalia) osztályába, a ragadozók (Carnivora) rendjébe, a cibetmacskafélék (Viverridae) családjába és a petymegek (Genetta) nemébe tartozó faj.

## Megjelenése
A Johnston-petymeg egy viszonylag karcsú petymegfaj, testtömege 2,2-2,6 kilogramm, fej-testhossza 47,0-51,4 centiméter, farkának hossza 46,2-49,5 cm. Szőrzete meglehetősen sűrű és puha, alapszíne a test felső oldalán sárgás okkertől sárgásszürkéig, az alsó oldalon sárgásszürkétől sárgásbarnáig terjed. A lábak sötétbarnák. Foltmintázata sötéttől vörösesbarnáig változó foltok jellemzik, amelyek az állat oldalain meglehetősen nagyok, de a lábakon, a hason és a nyakon kisebbek. A nagyon sötét hátcsík feltűnően kontrasztossá teszi ezt az általános barnás mintázatot. A hosszú farok fehér és fekete gyűrűs, 8-9 fehér gyűrűvel, melyeket szélesebb fekete gyűrűk választanak el; a farok hegye fehér. Az arcot a pofán lévő sötét területek és a szemek körüli fehér foltok díszítik. A szemek nagyok, függőleges pupillákkal, a fülek viszonylag hosszúak. A két nem alig különbözik egymástól.

## Elterjedése
A Johnston-petymeg elterjedése a nyugat-afrikai pojánához (Poiana leightoni) és a libériai mongúzhoz (Liberiictis kuhni) hasonlóan a nyugat-afrikai esőerdőkre korlátozódik. Elterjedése Ghána, Guinea, Elefántcsontpart, Libéria és Sierra Leone államok területeire terjed ki. 2002-ig az elterjedési területét sokkal kisebbnek tartották, Libéria keleti részére, Elefántcsontpart nyugati részére és Délkelet-Guineára korlátozták le. Azonban az újabb vadonból (Libéria, Elefántcsontpart) származó példányok leletei és a múzeumi példányok azonosítása a guineai Kolenté területtől a ghánai Tarkwáig terjedő szélesebb körű elterjedésre utal. Az esőerdők mellett a faj elsősorban nedves területeken, így mocsaras erdőkben és folyópartokon él; nedves szavannák és erdők területén is megtalálták.

## Életmódja
Úgy tűnik, hogy a faj elsősorban éjszakai életmódú, fák üregeiben, széles ágakon pihenve tölti a nappalt. Ezt egy rádiótelemetria segítségével végzett vizsgálat során lehetett kimutatni. Így például dokumentálták, hogy egy adóvevővel jelölt nőstény példány hajnal előtt minden reggel egy hónapig visszatért ugyanahhoz a fához, hogy ott töltse a nappalt körülbelül 20 méteres magasságban. Ezzel szemben egy, ugyanazon vizsgálat során megfigyelt hím mindig más-más pihenőhelyeket választott. A Johnston-petymeg általában magányos, bár alkalmanként párokat is megfigyelnek. Táplálkozása kevésbé ismert, fogazata azt sugallja, hogy a faj elsősorban rovarokkal táplálkozik. Szaporodási viselkedését szintén kevéssé kutatták, így egyelőre nem világos, hogy a szaporodási időszak korlátozott-e. Egy Elefántcsontparton dokumentált nőstény a kölykök elválasztásának jeleit júliusban mutatta, júniusban az elterjedési területen fiatal példányokat figyeltek meg. Ebben az esetben azonban nem lehet kétséget kizáróan tisztázni, hogy valóban Johnston-petymegekről van-e szó. Az alom átlagos mérete nem ismert, mivel azonban a nőstényeknek csak két emlőjük van, nem valószínű, hogy az alomszám nagyobb kettőnél.

## Természetvédelmi helyzete
Természetvédelmi helyzetéről alig lehet valamit tudni. A megfelelő élőhellyel rendelkező védett területeken helyben még nagyobb populációi is létezhetnének. A faj például a Taï Nemzeti Parkban fordul elő. 2013-ban bemutatták a Johnston-petymeg első feljegyzését Szenegálban, egy kameracsapda videóján keresztül, amelyet 2011 áprilisában rögzítettek a Szenegál délkeleti részén található Dindefelo Természetvédelmi Területen, mintegy 260 km-re északra a faj legnyugatibb korábbi ismert előfordulásától. Bár számos védett területen jelen van, ezek közül több fokozottabb védelmet igényel, mert még ezen területeken is intenzív a vadászat, mint például a Nimba-hegy és a Taï Nemzeti Park. További felmérési munkák szükségesek annak megállapítására, hogy a másodlagos növekedés és a nedves erdős területek megfelelő élőhelyet biztosítanak-e a fajnak. A Természetvédelmi Világszövetség (IUCN) 1994-ben kevésbé ismertnek, 1996-ban adathiányosnak, 2008-ban pedig sebezhetőnek sorolta be. Jelenleg azonban a fajt a mérsékelten fenyegetett kategóriába sorolja, mivel a populációk a becslések szerint több mint 20%-kal csökkentek az elmúlt 12 évben (körülbelül négy éves generációs időtartamot feltételezve) a felső-guineai erdőkben zajló erdőpusztulás becslése alapján, a vadászat hatásaival párosulva; ezek az arányok várhatóan a következő három generációt is érinteni fogják. Ez a csökkenés közvetlenül nem igazolható, hanem az élőhely pusztulásából és a területen a növekvő vadászatból számítható ki. Erősen vadásszák őket bundájukért és húsukért, még a védett területeken is. Fogságban tartott állatok, amelyek géntartalékként szolgálhatnának, nincsenek.

## Rendszertani helyzete
A Johnston-petymeg a petymegeken belül az ideiglenes Paragenetta alnem egyetlen faja. Ezt az alnemet a hosszú, keskeny koponya, a lapos alsó állkapocs, valamint a felső állkapocs viszonylag kicsi fogai miatt különítették el. Amikor 1960-ban leírták az alnemet, a Johnston-petymeget új fajként írták le Genetta lehmanni tudományos néven, azonban a régebbi G. johnstoni név érvényes; az előbbi név így ennek a szinonimája. A Paragenetta külön alnemként való elismerését mostanra elutasították.

## Fordítás
Ez a szócikk részben vagy egészben  a   Liberia-Genette című német Wikipédia-szócikk ezen változatának fordításán alapul.  Az eredeti cikk szerkesztőit annak laptörténete sorolja fel. Ez a jelzés csupán a megfogalmazás eredetét és a szerzői jogokat jelzi, nem szolgál a cikkben szereplő információk forrásmegjelöléseként.